# Tristellateia rigalii
Tristellateia rigalii är en tvåhjärtbladig växtart som beskrevs av Arenes. Tristellateia rigalii ingår i släktet Tristellateia och familjen Malpighiaceae. Inga underarter finns listade i Catalogue of Life.